# Midnighter
Midnighter é um super-herói fictício que aparece nas histórias em quadrinhos americanas publicada pela Wildstorm, que mais tarde tornou-se uma marca da DC Comics. Mais conhecido como um membro da equipe de super-herói ladinos The Authority, o personagem foi criado pelo roteirista Warren Ellis e pelo artista Bryan Hitch. Midnighter apareceu pela primeira vez em Stormwatch (vol. 2) No. 4, antes de aparecer em várias revistas e séries de Authority e na sua própria série homônima. Ele e seu marido, Apollo, também têm sido interpretadas como um paralelo da parceria Batman/Superman. Ao contrário de Batman, Midnighter tem certas habilidades aprimoradas, e geralmente mata seus oponentes. Em uma entrevista para a  Comic Values Annual (1999), editado por Alex G. Malloy, Warren Ellis descreveu Midnighter como "A Sombra por meio de John Woo". Midnighter raramente é visto sem seu traje e máscara. Temas recorrentes em aventuras de midnighter são o seu amor pela violência e morte, bem como comentários sobre sua sexualidade. Em 2013, a ComicsAlliance classificou Midnighter como o #17 em sua lista das "50 personagens masculinos mais sexy nos quadrinhos".